# Indische Kermesbeere

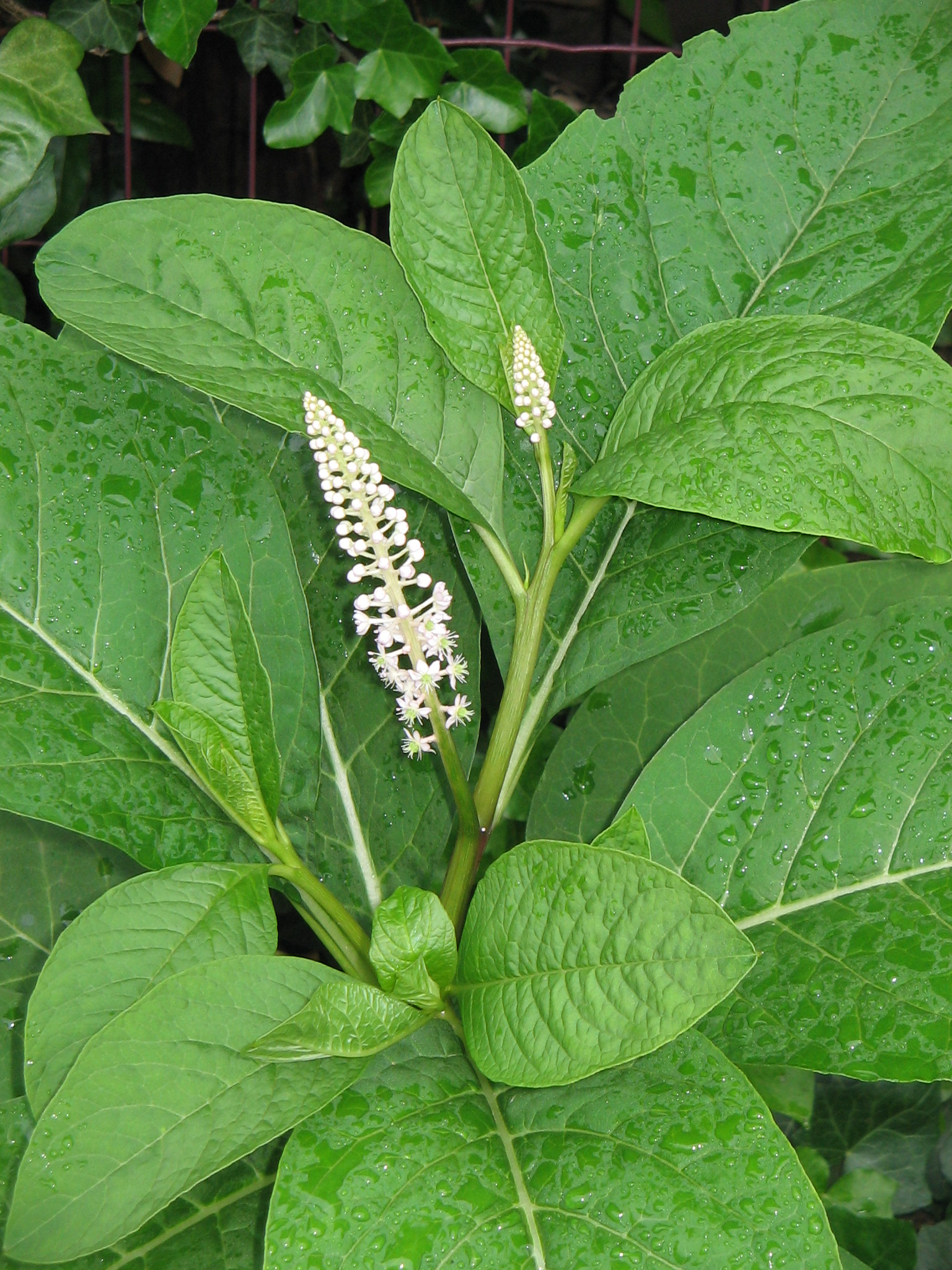
Indische Kermesbeere in Blüte

Die Indische Kermesbeere (Phytolacca acinosa), auch als Essbare Kermesbeere, Asien-Kermesbeere oder Asiatische Kermesbeere bezeichnet, ist eine Pflanzenart aus der Gattung der Kermesbeeren (Phytolacca). Sie stammt aus Südostasien.

## Beschreibung
Die Indische Kermesbeere wächst als staudige, ausdauernde krautige Pflanze und erreicht Wuchshöhen von über 1 Meter. Aus einer rübenartig verdickten Wurzelknolle geht eine hellgrüne bis violette Sprossachse hervor, welche sich stark verzweigt. Die grünen, länglich-ovalen Laubblätter sind bis zu 26 cm lang.
Während der Blütezeit zwischen Juni und August erscheinen in endständigen, traubigen Blütenständen die kleinen, weißlichen Blüten. Die Beerenfrüchte sind gekammert und rötlich purpurviolett bis schwarz gefärbt. Blüten- und Fruchtstand stehen aufrecht.
Die Chromosomenzahl beträgt 2n = 18.

## Pharmakologie
Die Indische Kermesbeere ist potenziell giftig. Sie enthält das Triterpen-Saponin Phytolaccagenin, allerdings in weit geringerer Konzentration als etwa die Amerikanische Kermesbeere (Phytolacca americana). Es konzentriert sich in der Wurzel und in den Samen. Letztere enthalten zudem Betanin und Iso-Betanin, was ihnen eine rötliche Tönung verleiht. In den Blättern sind weitere Triterpene und in allen Pflanzenteilen verschiedene Proteine nachweisbar. Chinesischen Berichten zufolge wirkt Phytolacca acinosa psychoaktiv. Eine betäubende Wirkung ist nicht auszuschließen.

## Ethnobotanik
Aus altchinesischen Berichten geht hervor, dass die Pflanze in China bereits zwischen 1000 und 500 v. Chr. bekannt war und als Arznei- und Nahrungspflanze genutzt wurde. Junge Blätter werden als Gemüse, Samen als Schneckenmittel verwendet. Die Wurzel (Radix Phytolaccae) wurde als Ersatz für die Schwarze Tollkirsche (Atropa bella-donna) zu Rauschzwecken genutzt, durchaus auch als Zusatz bei der Zubereitung von Sake. In der traditionellen chinesischen Medizin wird die Indische Kermesbeere zur Behandlung von Tumoren, Ödemen und bei bronchialen Beschwerden eingesetzt, in Tibet bei schmerzenden Verletzungen.

## Vorkommen
Die Indische Kermesbeere ist in Südostasien in China, Japan, Nord- und Südkorea sowie Indien verbreitet. Des Weiteren kommt sie in Bhutan, Myanmar und Vietnam vor. In Europa wird sie als Zierpflanze genutzt und ist, durch Vögel ausgebreitet, gelegentlich in Weinbergen und Gärten verwildert zu finden. Sie wächst in Mitteleuropa in Gesellschaften der Verbände Arction und Alliarion.
In Österreich tritt sie in den Bundesländern Burgenland, Wien, Niederösterreich, Oberösterreich und der Steiermark sowie unbeständig in Kärnten und Salzburg auf. Im pannonischen Gebiet gilt sie als eingebürgert.

## Systematik
Erstmals beschrieben wurde Phytolacca acinosa von dem schottischen Botaniker William Roxburgh. Synonyme für Phytolacca acinosa Roxb. sind: Phytolacca decandra L. var. acinosa, Phytolacca esculenta Van Houtte.